# 陈肇雄
陈肇雄（1961年9月—），男，汉族，福建莆田人，中华人民共和国企业家、政治人物。曾任湖南省常务副省长，中国电子科技集团董事长。

## 生平
1985年2月参加工作，1994年6月加入中国共产党。华东工程学院（现南京理工大学）计算机系计算机软件专业毕业，中国科学技术大学研究生院（计算所）硕士、博士。
1978年9月至1982年9月，在华东工程学院（现南京理工大学）计算机系计算机软件专业学习。1982年9月至1985年2月，在中国科技大学研究生院计算机应用专业读硕士研究生。1985年2月至1988年10月，任中国科学院计算所实习研究员、助理研究员。1988年10月至1992年10月，任中国科学院计算所副研究员、国家863项目负责人（其间于1986年2月至1989年3月在中国科学院计算所计算机应用专业学习，获工学博士学位）。1992年10月至1997年7月，任中国科学院计算所研究员，中科院计算机智能机器翻译研究中心主任（其间于1996年9月至1997年7月在中央党校一年制中青年干部培训班学习）。1997年7月至2001年11月，任中国科学院计算机语言信息工程研究中心主任，中国科学院华建电子有限责任公司总裁、党委书记。
2001年11月至2004年4月，任中国电子信息产业集团公司副总经理、党组成员。2004年4月至2005年9月，任中国长城计算机集团公司董事长、党委书记。2005年9月至2007年12月，任中国电子信息产业集团公司副董事长、总经理、党组副书记。
2007年12月至2010年12月，任湖南省人民政府副省长。2010年12月至2011年3月，任中共湖南省委常委、湖南省人民政府副省长。2011年3月至2011年12月，任中共湖南省委常委、长株潭“两型社会”建设综合配套改革试验区工作委员会书记。2011年12月至2013年4月，任中共湖南省委常委、湖南省人民政府副省长。2013年4月至2015年10月，任中共湖南省委常委、湖南省人民政府常务副省长。
2015年10月，调任中华人民共和国工业和信息化部副部长。
2020年5月，任中国电子科技集团董事长、党组书记。
2023年3月，因任职年龄有关规定，卸任中国电子科技集团董事长、党组书记职务。